# Notiosterrha pulcherrima
Notiosterrha pulcherrima är en fjärilsart som beskrevs av Turner 1939. Notiosterrha pulcherrima ingår i släktet Notiosterrha och familjen mätare. Inga underarter finns listade i Catalogue of Life.